# Solamnia
Solamnia es un país ficticio del mundo de la Dragonlance creado por Margaret Weis y Tracy Hickman. Está situado al norte de Ansalon, lugar donde tiene lugar la mayor parte de la historia, aunque se está escribiendo una serie sobre el mismo mundo pero distinto continente: Crónicas de Taladas. Solamnia fue fundada dos mil años antes de la Guerra de la Lanza, por Vinas Solamnus.
- Datos: Q6131376